# Spermacoce scaberrima
Spermacoce scaberrima är en måreväxtart som beskrevs av Carl Ludwig von Blume. Spermacoce scaberrima ingår i släktet Spermacoce och familjen måreväxter. Inga underarter finns listade i Catalogue of Life.